# Попруженко, Михаил Георгиевич
Михаил Георгиевич Попруженко (1866—1944) — доктор славянской филологии, профессор Новороссийского и Софийского университетов, академик Болгарской АН.

## Биография
Сын преподавателя Херсонской духовной семинарии, протоиерея Георгия Ивановича Попруженко (1818—1889). Дядя братьев Георгия и Антония Флоровских.
Окончил Ришельевскую гимназию (1884) и историко-филологический факультет Новороссийского университета со степенью кандидата славянской филологии (1888). Был оставлен при университете для приготовления к профессорскому званию. В 1888—1891 годах преподавал русский язык в Одесском коммерческом училище.
В 1894 году получил степень магистра за диссертацию «Из истории литературной деятельности в Сербии XV века: «Книга царств» в собрании рукописей библиотеки Императорского Новороссийского университета». В 1896 году был назначен приват-доцентом Новороссийского университета. Занимался болгаристикой, среди прочего исследовал «Борилов синодик» и труды Козьмы Пресвитера. В 1899 году защитил докторскую диссертацию «Синодик царя Бориса» в Харьковском университете, причем одним из оппонентов на диспуте был профессор М. С. Дринов. 2 августа 1908 года назначен экстраординарным профессором Новороссийского университета по кафедре славянской филологии, а 13 ноября 1909 года утвержден ординарным профессором по занимаемой кафедре. В 1916 году был удостоен звания заслуженного ординарного профессора. Дослужился до чина действительного статского советника (1 января 1914). Из наград имел ордена Св. Станислава 2-й степени (1903), Св. Анны 2-й степени (1908) и Св. Владимира 3-й степени «за выдающиеся отличия» (1917), орден. св. Савы 2 ст. (Сербия) (1910).
Кроме того, состоял секретарем Одесского общества истории и древностей (1890—1912) и библиотекарем Одесской городской публичной библиотеки (1896—1919). В последний должности составил исторический очерк «Одесская городская публичная библиотека 1830—1910 г.».
В годы Гражданской войны оставался в Одессе. В январе 1920 года эвакуировался в Болгарию на корабле «Витязь». В начале 1920 года был членом миссии ВСЮР. В 1920—1924 годах входил в правление Русско-болгарского культурно-благотворительного комитета под председательством болгарского русофила, архимандрита Стефана, был членом совета «Общества единения русских в Болгарии». Входил в редакционную коллегию «Балканского журнала».
В 1920—1941 годах — профессор истории русской литературы в Софийском университете. В 1923 году был избран членом-корреспондентом, а в 1941 году — академиком Болгарской академии наук. Читал лекции в Русском народном университете в Софии. Кроме того, состоял действительным членом Болгарского археологического института (1928), членом Славянского института в Праге (1934), почетным членом Славянского дружества в Болгарии (1936), членом Македонского научного института в Софии (1938) и почетным доктором Софийского университета (1939). Занимался популяризацией русской литературы, с 1937 года состоял членом Комиссии по заведованию русским культурно-просветительным делом в Болгарии, образованной при министерстве иностранных дел и вероисповеданий.
Не принимая болгарского подданства, до конца жизни оставался с нансеновским паспортом. Умер в 1944 году в Софии. Похоронен на Центральном кладбище города.

## Семья
С 1892 года был женат на Оттилии Александровне Гертнер (1868—1934). Их дочь:
- Анна (1897—1981), замужем за полковником Дроздовского полка П. Д. Куравцом (1891—1958). Была преподавателем истории и русского языка в Софийской русской гимназии (лицее В. П. Кузминой).[8]

## Сочинения
- Заметки об языке Новгородской служебной минеи 1095 года. — Воронеж, 1889.
- Синодик царя Бориса: 1—2. — Одесса, 1897—1899.
- Заметки по Кирилло-мефодиевскому вопросу. — Одесса, 1892.
- Из истории литературной деятельности в Сербии XV века: «Книга царств» в собрании рукописей библиотеки Новороссийского университета[9]. — Одесса, 1894.
- Изучение народной поэзии далматинцами. — Воронеж, 1890.
- Прошлое глаголицы: вступ. лекция, чит. в Новорос. ун-те М. Попруженко. — Воронеж, 1891.
- Несколько замечаний о сочинениях Юрия Крижанича. — СПб., 1897.
- К. Д. Ушинский и его учебные книги: по поводу 30-летия со дня его смерти. — Одесса, 1901.
- Материалы для истории славянских колоний в России. — Одесса, 1902.
- Материалы для библиографии по кирилло-мефодиевскому вопросу // Журнал Министерства народного просвещения. — СПб.‚ 1902.
- Памяти профессора Александра Ивановича Кирпичникова. — Харьков, 1905.
- Абагар. Из истории возрождения болгарского народа // Известия отделения русского языка и словесности Имп. академии наук, т. X, кн. 4. — СПб., 1905.
- М. С. Дринов: очерк из истории возрождения болг. народа. — Харьков, 1908.
- Из-за границы (лето 1907 г.): материалы к истории лит. юж. славян. — Одесса, 1908.
- Из материалов по истории славянских колоний в России. — Одесса, 1909.
- Одесская городская публичная библиотека 1830—1910 г.: (Исторический очерк). — Одесса, 1911.
- Участие Одессы в возрождении народа болгарского.  — Одесса, 1912.
- Памяти В. И. Ламанского. — Одесса, 1915.
- Синодик царя Борила. — София, 1928.
- Документи по българската история. Т. 1—2. — София, 1930—1932.
- Библиографски преглед на славянските кирилски източници за живота и дейността на Кирила и Методия. — София, 1935.
- Козма пресвитер, болгарский писатель X века. — София, 1936.
- Кирило-методиевска библиография 1934—1940 год. — София, 1942. (совм. с Романски Ст.)
- Руска книжовна речь въ образци. — София, 1943.